# Wrestle War
Wrestle War è un videogioco di tipo picchiaduro versus multidirezionale sviluppato nel 1989 dalla SEGA e pubblicato dalla stessa casa in formato arcade da sala giochi e nel 1991 su console Sega Mega Drive/Genesis in Giappone, Australia ed Europa. 
Nonostante fosse stato pubblicato nello stesso anno del debutto di WrestleWar, pay-per-view della National Wrestling Alliance/World Championship Wrestling, non è associato a nessuna federazione e i lottatori presenti nel gioco sono fittizi e solo vagamente ispirati a controparti reali per questioni di diritti.

## Modalità di gioco
Il giocatore controlla Bruce Blade, un wrestler principiante, attraverso una serie di match con l'obbiettivo finale di vincere il titolo Sega Wrestling Alliance.

## Roster
- Mohawk Kid
- Sledge Hammer (basato su Bruiser Brody)
- Mr. J (basato su Jason Voorhees)
- Don Dambuster (basato su Road Warrior Hawk)
- Nim Rod Falcon (Mad Dog nella versione internazionale, basato su Mil Máscaras)
- Titan Morgan (basato su Hulk Hogan)
- Buckskin Rogers (basato su Stan Hansen)
- Grand Kong (basato su Abdullah the Butcher)